# Щедрова Валентина Іларіонівна
Валентина Іларіонівна (іноді помилково Іванівна) Щедрова, до шлюбу Карнаух (10 січня 1930, Сурсько-Литовське — 7 березня 2022, Дніпро) — українська скульпторка, заслужена художниця України (2004). На час створення своїх робіт була єдиною жінкою-скульпторкою на теренах Дніпропетровщини.

## Біографія
Народилась у с. Сурсько-Литовському на Дніпропетровщині. У 1947 р. вступила до Дніпропетровського художнього училища, а завершила освіту в Харківському художньому інституті (1955-1961) в майстерні народного художника УРСР М. Л. Рябініна. Вимогливий педагог, він, за словами Щедрової, дбайливо відносився до вихованців, вмів прищепити розуміння загальних законів пластичної гармонії. Принципи й методи керівника багато в чому стали програмними в творчій та педагогічній діяльності молодої художниці. Після закінчення інституту вона повернулась до Дніпропетровська, де почала працювати викладачкою в своєму рідному училищі.
Працювала в галузі станкової і монументальної скульптури. Відома авторка таких скульптур, як «Будівельники» (1963), «Мрії матері» (1964), «Юність» (1965), «Зустріч» (1966), «Побачення»(1967), «Тракторист В. Коляда» (1973), «Студент» (1974). Співавторка двох пам'ятників (у співпраці з К. Чеканьовим і О. Ситником) загиблим у Дніпропетровську студентам транспортного інституту й медикам (1967 і 1970). На час створення своїх робіт була єдиною жінкою-скульпторкою на теренах Дніпропетровщини.

У місті Дніпрі під її авторством та у співавторстві створено зокрема наступні монументи, що отримали статус пам’яток місцевого значення: 

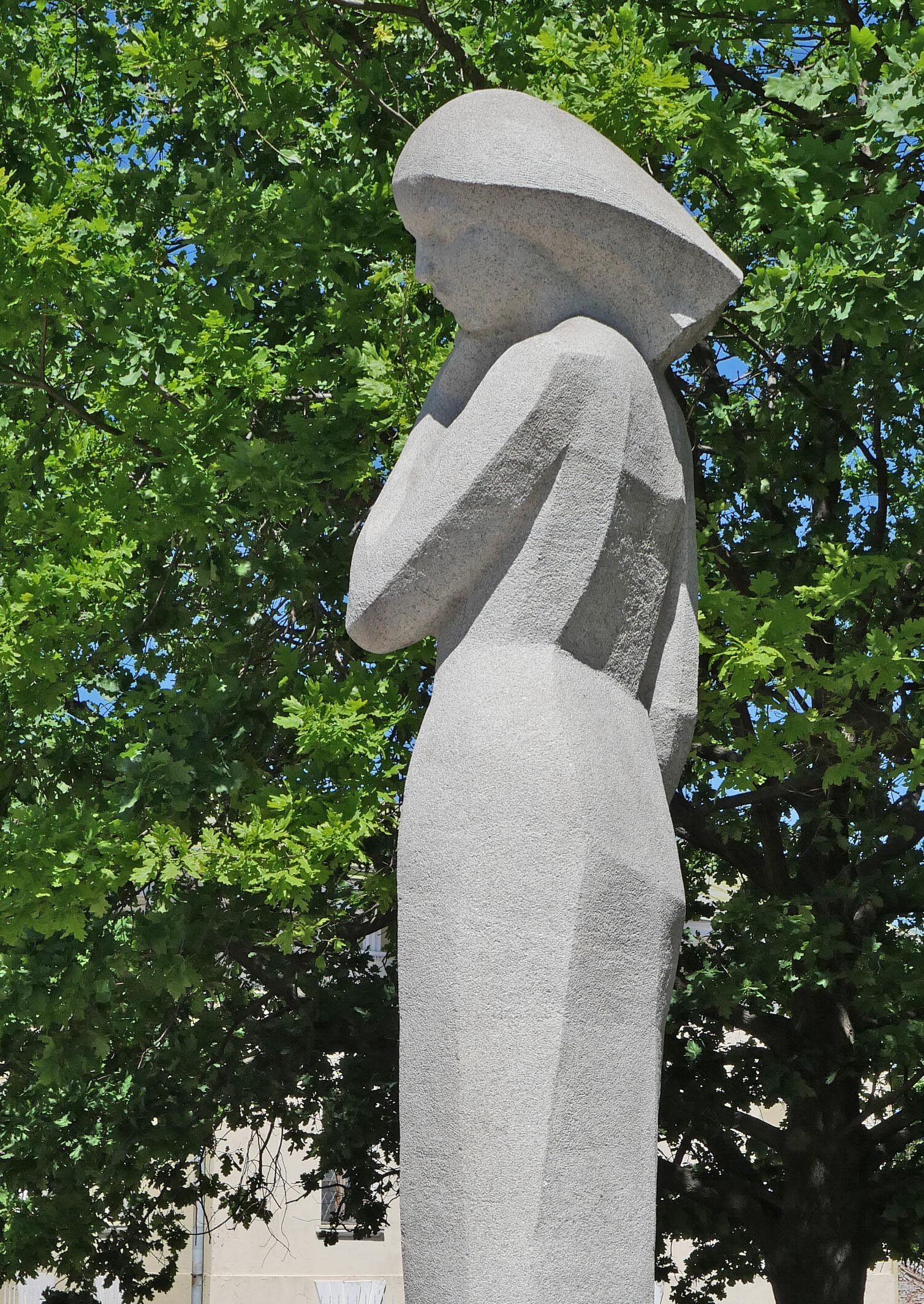
"Скорботна"

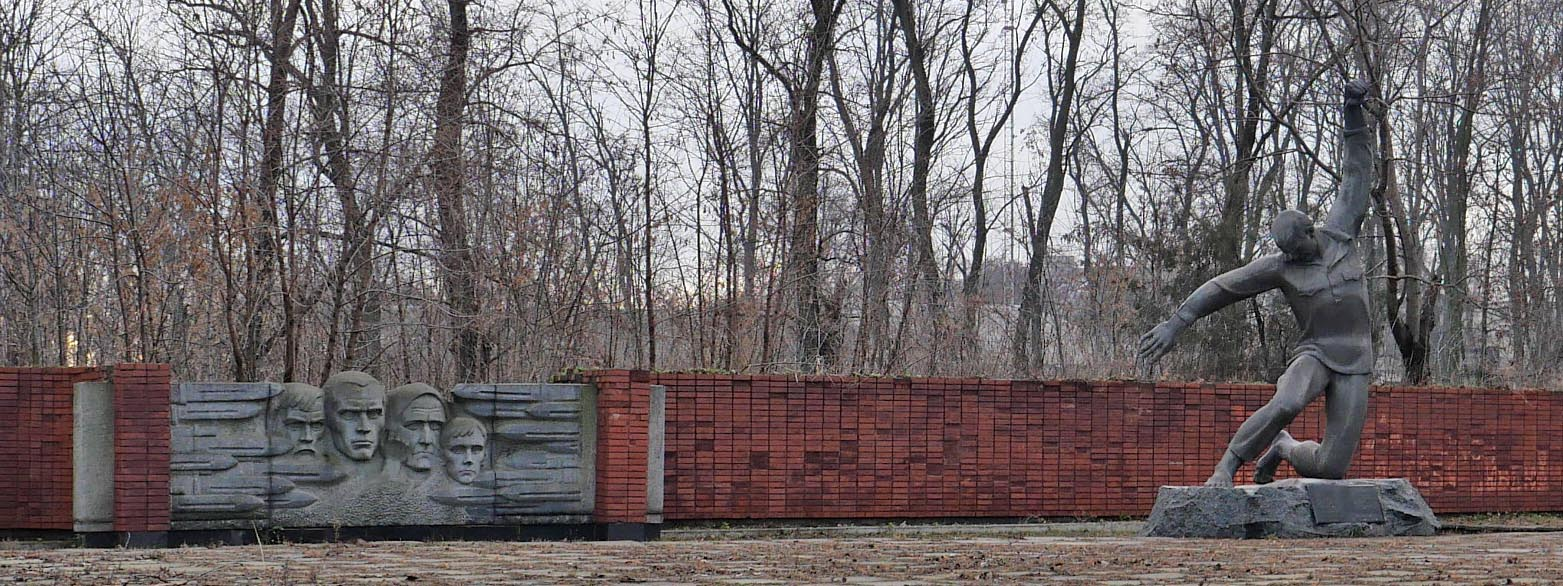
Меморіал на місці розстрілу хворих психіатричної лікарні та в’язнів концтабору

- Місце розстрілу радянських військовополонених – в’язнів концтабору, вул. Надії Алексєєнко, 171;
- Місце розстрілу хворих психіатричної лікарні та в’язнів концтабору, вул. Данила Самойловича (колишня Бехтерєва), 1;
- Пам’ятник медикам підпільної групи обласної клінічної лікарні ім. І. І. Мечникова, яка діяла в роки нацистської окупації міста, просп. Дмитра Яворницького;
- Братська могила борців революції – робітників Амур-Нижньодніпровських заводів (більш відомий, як «Пам’ятник комунарам»), вул. Каруни, 129;
- Братська могила учасників оборони Севастополя (один з бюстів на алеї);
- Монумент «Скорботна» на братській могилі 183 радянських патріотів, розстріляних гестапівцями в період окупації Дніпропетровська листопад 1941 – жовтень 1943 рр. у дворі школи № 9, Запорізьке кладовище;
- Монумент на військовій дільниці (59 братських та 77 індивідуальних могил), вул. Янтарна, громадянське кладовище;
- Монумент на військовому цвинтарі (20 братських могил радянських воїнів);
- Пам’ятник членам Амур-Нижньодніпровської підпільної комсомольсько-молодіжної організації, Мануйлівський просп.;
- Пам’ятник воїнам – водіям, які загинули в роки Другої світової війни, вул. Берегова;
- Пам’ятник студентам, викладачам та випускникам Дніпропетровського медичного інституту, які загинули в роки Другої світової війни, вул. Севастопольська, 17;
- Пам’ятник студентам та викладачам Дніпропетровського інституту інженерів залізничного транспорту, які загинули в роки Другої світової війни, вул. Лазаряна, 2;
- Пам’ятник студентам Дніпропетровська, які загинули в роки Другої світової війни («Скорботна»), парк ім. Т. Г. Шевченка.

Членкиня Національної спілки художників України. (1967).
Нагороджена Грамотою Президії ВР УРСР (1980).

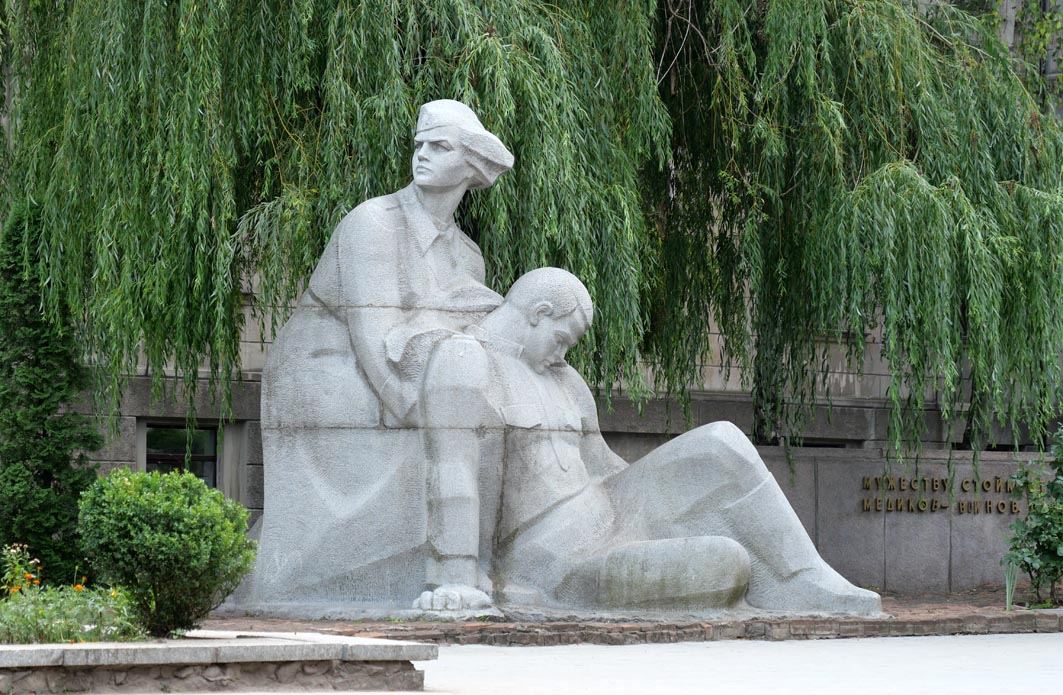
Пам’ятник студентам, викладачам та випускникам Дніпропетровського медичного інституту

Померла 7 березня 2022 року.

## Електронні джерела
- Моє Придніпрв'я: Календар пам'ятних дат області на 2000 рік

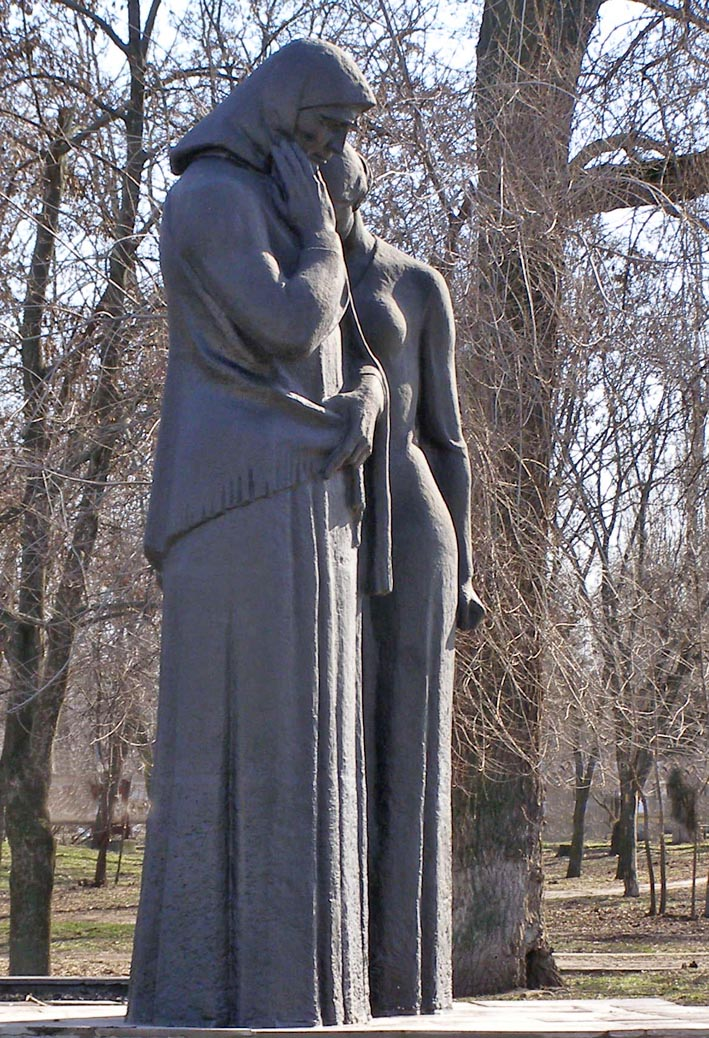
Скульптура з монументу на військовій дільниці громадянського кладовища

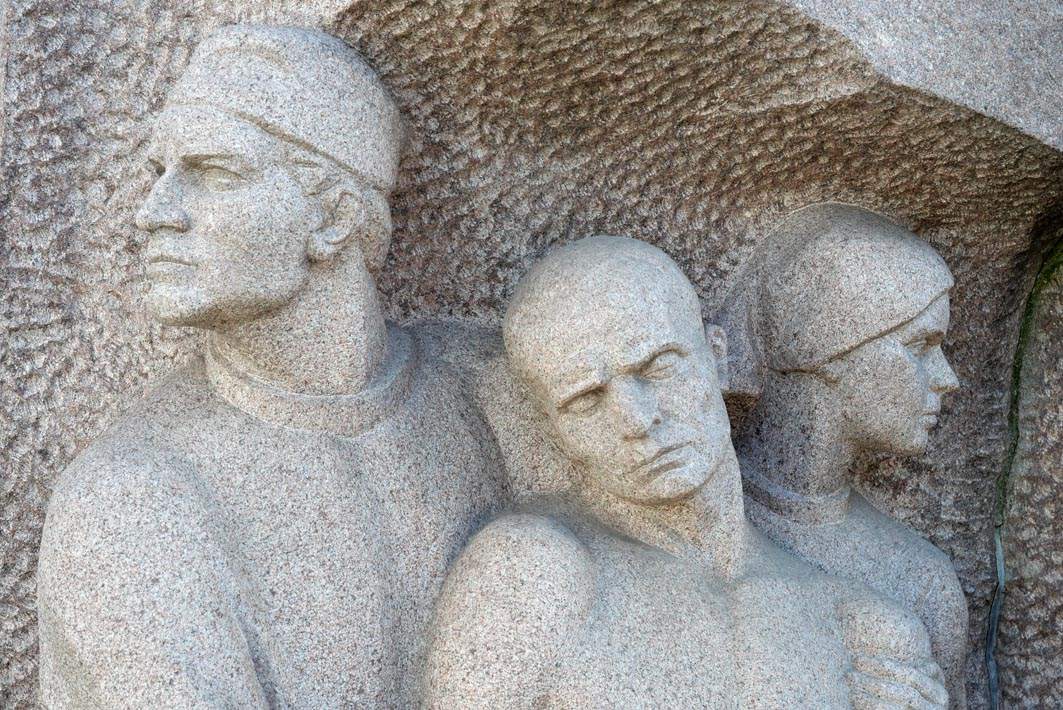
Фрагмент пам’ятнику медикам